# 1924 год в автомобилестроении
Список событий в автомобилестроении в 1924 году:

## События

### Февраль
- 8 — на Автосалоне коммерческих автомобилей в Амстердаме (Amsterdam Commercial Vehicle Show) был представлен первый в мире серийный дизельный грузовик 5-тонный Benz[1]. Автомобиль комплектовался четырёхцилиндровым предкамерным дизельным двигателем OB-2 мощностью 45 л.с.[2]

### Март

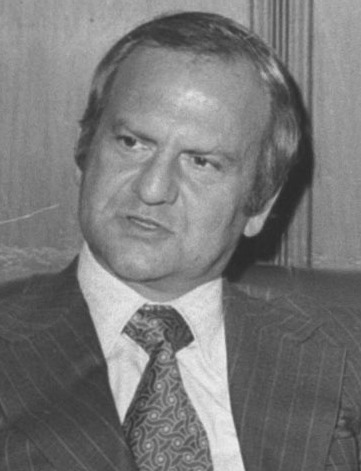
Ли Яккока

- 14—23 — в Женеве прошла международная выставка «Моторов, мотоциклов и велосипедов» (Motor, Motorcycle and Cycle Show), официально положившая начало знаменитому Женевскому автосалону[3].

### Апрель
- 15 — издательство Rand McNally[англ.] выпустило первый полный дорожный атлас США, названный «Друг автомобилиста» (Auto Chum). Дорожные карты издательство начало публиковать ещё с 1904 года. На его картах дороги впервые стали нумероваться, что в дальнейшем было сделано государственным стандартом[4].

### Октябрь
- 15 — родился Лидо Энтони «Ли» Якокка, американский предприниматель, менеджер, автор нескольких автобиографических бестселлеров. Занимал должность президента компании Ford и председателя правления корпорации Chrysler[5].

### Ноябрь
- 1 — на заводе АМО, будущем ЗИЛ собран первый советский грузовик. Модель Ф-15 была практически полной копией снятого с производства FIAT 15 Ter[6].